# Palestro (cannoniera)
La Palestro è stata una cannoniera corazzata della Regia Marina.

## Storia
Costruita tra il 1864 ed il 1866 nei cantieri Forges et Chantiers de la Méditerranée di La Seyne-sur-Mer e costata 1.700.000 lire dell'epoca, la Palestro fu consegnata alla Regia Marina il 1º gennaio 1866 e quindi, al comando del capitano di fregata Luigi Fincati, si trasferì a Napoli, dove venne ultimato l'allestimento. La nave presentava notevoli problemi, quali scarsa velocità ed armamento (solo quattro cannoni da 200 mm in cannoniere che consentivano un ampio campo di tiro, più un cannone da 120 mm in caccia) ed una corazzatura che copriva solo un quarto dello scafo; inoltre la polvere da sparo ed i proiettili erano trasportati dai depositi al ponte di batteria attraverso una sezione non protetta dello scafo.
Dopo qualche mese il capitano di fregata Fincati fu designato al comando della Varese, gemella della Palestro, mentre il comando di quest'ultima fu assunto dal parigrado (poi promosso a capitano di vascello) Alfredo Cappellini.
Una volta pronta, la cannoniera, nonostante, per il suo scarso armamento e la ridotta velocità, non fosse un'unità di squadra, venne aggregata all'armata d'operazioni, per partecipare all'ormai prossima terza guerra d'indipendenza. 
Essendo entrata in servizio da poco tempo, e trovandosi ancora nel periodo di garanzia, la Palestro, nel maggio-giugno 1866, aveva ancora personale di macchina francese. Il mattino del 21 giugno 1866 la cannoniera, che era rimasta a Taranto fino a quel momento, lasciò il porto pugliese alla volta di Ancona, dove giunse quattro giorni più tardi, nel pomeriggio del 25. Nel porto marchigiano le navi si rifornirono di carbone, poi, all'alba del 26 giugno, l'avviso a ruote Esploratore avvistò una formazione navale austriaca (6 navi corazzate, 4 cannoniere ad elica e due avvisi a ruote) e l'ammiraglio Carlo Pellion di Persano, comandante dell'armata, decise di uscire con tutte le navi in grado di partire (9 unità corazzate, più l’Esploratore stesso, su cui si era imbarcato Persano) per andare incontro alla squadra avversaria. Dato che i macchinisti francesi non intendevano essere coinvolti in un conflitto tra potenze straniere, sulla Palestro (e sulla gemella Varese) il personale di macchina dovette essere sbarcato e sostituito con altro proveniente dalla nave ospedale Washington, poi la nave poté partire ed aggregarsi al resto della squadra. Dopo che le due formazioni si furono avvistate a vicenda, il comandante della squadra austriaca, viceammiraglio Wilhelm von Tegetthoff, decise di non dare battaglia, e Persano, viste le precarie condizioni delle nove corazzate che aveva potuto far salpare, non lo inseguì. 
Il 18 luglio la Palestro prese il mare in formazione con le pirofregate corazzate Re d’Italia e San Martino e la pirocorvetta corazzata Formidabile: questo gruppo bombardò i forti situati sulle colline a levante di Porto San Giorgio sull'isola di Lissa, ove si progettava di sbarcare, mentre la seconda formazione in cui era stata suddivisa la I Squadra aveva il compito di bombardare dal lato opposto le fortificazioni di Porto San Giorgio. Il bombardamento, iniziato alle 11.30 e protrattosi, con anche il concorso della III Squadra, sino al tramonto, ottenne discreti risultati, mettendo fuori uso forte San Giorgio e le batterie Schmidt e torre Bentick. Il 19 luglio, invece, la I Squadra si mantenne al largo come forza di copertura, mentre la II e III Squadra proseguivano i bombardamenti contro Porto San Giorgio. 
Alle 7.50 del mattino del 20 luglio, mentre si facevano i preparativi per lo sbarco sull'isola (durante il quale la Palestro, che al momento si era portata con la I Squadra al largo di Porto San Giorgio, avrebbe avuto l'incarico di bombardare, insieme alla Re d'Italia, alla Re di Portogallo, gemella della prima, ed all'ariete Affondatore, la batteria della Madonna, situata in fondo a Porto San Giorgio), sopraggiunse la squadra navale austriaca agli ordini dell'ammiraglio Wilhelm von Tegetthoff: ebbe così inizio la battaglia di Lissa, conclusasi con una drammatica sconfitta della flotta italiana. Inquadrata nella II Divisione della I Squadra, che comprendeva anche la Re d'Italia e la San Martino, la Palestro si posizionò tra le due pirofregate, come seconda unità di questa formazione, la seconda delle tre formate (le altre due erano la III Squadra, in testa, e la III Divisione della I Squadra, in coda) dalla flotta delle corazzate italiane, che si era disposta in linea di fila e dirigeva verso nord/nordest, contro la flotta austriaca. La velocità assunta dalla II Divisione era di 9 nodi, il massimo che si potesse raggiungere, causa la lentezza della Palestro: già tale velocità era superiore di un nodo a quella massima della cannoniera, ed era stata raggiunta solo imbarcando una riserva supplementare di carbone, che venne in parte imprudentemente ammassata in coperta, a poppa, per equilibrare l'assetto dell'unità. Mentre la III Squadra virava verso sinistra, la II Divisione, con sole quattro unità (Re d'Italia, San Martino, Palestro, Affondatore), venne a contatto con la formazione di testa della flotta austriaca, che contava sette corazzate, infilatasi nel varco (lungo 1500 metri) apertosi nello schieramento italiano tra la Re d'Italia e l’Ancona (ultima unità della III Squadra), a causa della perdita di tempo causata dal trasbordo dell'ammiraglio Persano dalla Re d'Italia all’Affondatore, e dell'eccessiva velocità (11 nodi) della III Squadra rispetto alle formazioni che la seguivano. Le navi di Tegetthoff cercarono di speronare quelle della II Divisione, che tuttavia evitò collisioni accostando di 90° a sinistra e defilando controbordo. Le unità avversarie invertirono la rotta e tentarono quindi un nuovo attacco, anch'esso sventato dalla contromanovra della II Divisione, poi si entrò nel vivo dello scontro: causa la sua bassa velocità, la Palestro rimase presto separata dalle altre unità italiane; mentre tentava di ricongiungersi con la Re d'Italia, la cannoniera fu assalita da cinque navi nemiche (quattro corazzate e la fregata in legno Novara). La corazzata austriaca Erzherzog Ferdinand Max tentò di speronare la Palestro, ma la contromanovra di quest'ultima ridusse la collisione ad un impatto di scarsa violenza, nel quale la nave italiana subì l'abbattimento dell'alberetto di mezzana e la conseguente cattura – vanamente ostacolata dai fucilieri della Palestro – di una delle bandiere di combattimento dell'unità, precipitata sulla prua dell'unità nemica insieme ai resti dell'alberetto. Poco dopo fu la Re d'Italia, immobilizzata da un colpo al timone, ad essere attaccata dalla Ferdinand Max, che questa volta riuscì a speronarla, provocandone il rapido affondamento: la Palestro, insieme alla San Martino, aprì il fuoco contro l'avviso a ruote Kaiserin Elizabeth, che stava iniziando a recuperare i superstiti della Re d'Italia. La nave nemica fu raggiunta da quattro colpi di grosso calibro che provocarono seri danni, ma che purtroppo provocarono anche diverse vittime tra i naufraghi italiani appena raccolti. Dopo aver eluso altri tentativi di speronamento, la cannoniera italiana fu seriamente danneggiata dal tiro dei cannoni della Novara e quindi circondata da tre unità corazzate, tra cui la pirocorvetta corazzata Drache. Durante lo scontro con la Drache, l'equipaggio della Palestro, sollecitato da un ufficiale, eruppe in un coro di «Evviva il Re!», cui gli uomini della Drache risposero gridando «Evviva l'Imperatore!». La cannoniera italiana uscì malconcia dallo scontro con l'unità nemica, molto meglio armata (14 cannoni su ciascun lato, contro due soli della Palestro): la corazzatura non venne particolarmente danneggiata, ma subirono pesanti danni tutte le zone non protette, ed in particolare a poppa, ove, come sopradetto, era stata ammassata una ventina di tonnellate di carbone onde aumentare la riserva di carburante, si sviluppò un principio d'incendio: l'equipaggio, resosi tardivamente conto del pericolo, allagò il deposito munizioni poppiero, minacciato dalle fiamme (manovra resa lenta per la poca efficacia delle apposite valvole e vanificata dal fatto che la polvere da sparo fosse conservata in barili impermeabili; non è nemmeno certo, peraltro, che l'ordine di allagamento dato da Cappellini sia stato effettivamente eseguito), mentre da bordo della Novara venivano gettate sulla coperta della Palestro, onde alimentare l'incendio, bombe a mano e materiale incendiario. La Palestro, incendiata e non più in condizione di combattere, cercò di allontanarsi inseguita dalla Drache, ma l'unità austriaca fu fermata dall’Affondatore, che s'interpose tra le due navi e manovrò per speronare la Drache, obbligandola a rinunciare all'inseguimento. 
Dopo questo scontro la cannoniera italiana riuscì a spezzare l'accerchiamento e rimase sola, vagando in fiamme tra le due flotte, con l'equipaggio impegnato nel tentativo di domare le fiamme. I disperati sforzi degli uomini della Palestro, protrattisi per ore, non ebbero però alcun risultato, nonostante i temporanei e frequenti scrosci di pioggia: in breve l'intera zona poppiera si ritrovò ad ardere furiosamente, e verso le due del pomeriggio, quando ormai la battaglia poteva dirsi finita, la cannoniera era ormai irrimediabilmente in preda alle fiamme. La Palestro venne temporaneamente affiancata dall’Affondatore, che poi si allontanò, quindi altre due unità italiane, la vecchia pirofregata a ruote Governolo ed il trasporto a ruote Indipendenza, si avvicinarono per fornire assistenza ed eventualmente recuperare l'equipaggio, se si fosse reso necessario l'abbandono della nave. Il comandante Cappellini e l'equipaggio della Palestro ritennero tuttavia possibile il salvataggio dell'unità, dunque, nonostante un preciso ordine dell'ammiraglio Persano circa l'abbandono della nave, si decise di limitarsi a trasbordare i feriti sulla Governolo – operazione diretta dai medici di bordo della cannoniera, Ferdinando Garzilli e Carlo Gloag, entrambi poi periti nell'affondamento – e di farsi rimorchiare da quest'ultima, manovra che, con la messa della prua al vento, avrebbe anche favorito la circoscrizione dell'incendio. Nel frattempo (intorno alle 13) la pirofregata corazzata austriaca Kaiser Max tentò di attaccare la Palestro e le due unità soccorritrici, ma la cannoniera italiana riuscì a sottrarsi all'attacco, grazie anche all'intervento dell'Affondatore. Il primo tentativo di rimorchio fallì perché i cavi si spezzarono non appena il Governolo ebbe messo in moto. Mentre venivano predisposti nuovi cavi le fiamme – alimentate da una corrente d'aria prodotta da una manica a vento divelta da una cannonata – raggiunsero i depositi munizioni: subito dopo che Cappellini, spinto dai propri ufficiali, si fu deciso ad ordinare di abbandonare la nave, la Palestro saltò in aria. Erano le ore 14.45.
Con la nave scomparvero il comandante Cappellini, 19 ufficiali e 193 tra sottufficiali e marinai. Solo 23 uomini (il tenente di vascello Fabrizio Fabrizi, unico ufficiale superstite, due timonieri, il cuoco ufficiali e 19 marinai che si trovavano a prua intenti a preparare i cavi di rimorchio) poterono essere tratti in salvo. Alla memoria del comandante Cappellini fu conferita la Medaglia d'oro al valor militare.
La Palestro oggi: il relitto della Palestro si trova su un fondale piatto, sabbioso a 119 metri di profondità a circa 15 miglia dalla costa dell'isola di Vis (Lissa); La maestosa e singolare prua è ancora perfettamente integra e molto suggestiva, anche grazie alla posizione in assetto di navigazione dello scafo. L'enorme ancora di dritta è perfettamente visibile, sul fondo, anche se parzialmente sotto la sabbia. Il ponte di coperta risulta molto deteriorato ed anche crollato in molte zone, rendendo visibili le zone sottostanti comunque costituite da rottami di metallo e legno poco riconoscibili. Sono ancora visibili alcuni grossi cannoni (dati raccolti durante immersione subacquea del 8 ottobre 2018 da Gabriele Paparo).